# Princess (Zididada-album)
Princess er det første opsamlingsalbum fra den danske popgruppe Zididada. Det blev udgivet i 2004 og indeholder gruppens bedste sange fra de forgående tre studiealbums. Albummet nåede 20 uge på Hitlistens Album Top-40 med nummer 2 som højeste placering.

## Spor
1. "Walking On Water" - 3:54
2. "Princess" - 3:38
3. "Please Ya, Lisa" - 4:05
4. "Rock My Boat" - 3:42
5. "Don't Believe" - 3:21
6. "Red Sun" - 4:04
7. "Los Revenados" - 3:22
8. "Sugartop" - 2:44
9. "Sitting On The Beach" - 3:37
10. "Don't Leave Me" - 3:31
11. "Happy Fool" - 3:52
12. "Zididada Day" - 4:30
13. "Cool L.A." - 4:42
14. "Lean On" - 3:55